# Coptocercus quatuordecimsignatus
Coptocercus quatuordecimsignatus là một loài bọ cánh cứng trong họ Cerambycidae.